# Ricky Romero
Ricardo Romero (né le 6 novembre 1984 à Los Angeles, Californie, États-Unis) est lanceur gaucher de baseball qui joue de 2009 à 2013 en Ligue majeure de baseball avec les Blue Jays de Toronto.

## Carrière
Étudiant à Cal State Fullerton, il porte avec succès les couleurs des Titans de Cal State Fullerton, menant l'équipe au titre en College World Series en 2004. Durant l'été 2004, il est sélectionné en équipe des États-Unis avec laquelle il enregistre 3 victoires pour 1 défaite comme lanceur partant. De retour à l'université d'État de Californie à Fullerton pour l'année scolaire 2004-2005, il lance 13 victoires avec les Titans dont la parcours est stoppé par les Sun Devils d'Arizona State en finale super-régionales, la dernière étape avant le tournoi final des College World Series.
Ricky Romero est repêché le 7 juin 2005 par les Blue Jays de Toronto au premier tour (6e choix).

### Saison 2009
Sa progression en Ligues mineures est ralentie par des blessures et des contre-performances. Il débute finalement en Ligue majeure le 9 avril 2009 et enregistre à cette occasion sa première victoire au plus haut niveau.
Il termine en 2009 sa première saison avec 13 victoires contre 9 défaites, une moyenne de points mérités de 4,30 et 141 retraits au bâton.

### Saison 2010
Le 14 août 2010, les Blue Jays accordent à Romero une prolongation de contrat de cinq ans valant 30,1 millions de dollars. En 2010, Romero remporte 14 victoires contre 9 défaites et présente une moyenne de points mérités de 3,73 en 210 manches lancées. Auteur de trois matchs complets dont un blanchissage, il est en revanche le lanceur de la Ligue américaine qui commet le plus de mauvais lancers (18).

### Saison 2011
En juillet 2011, Romero reçoit une première invitation en carrière au match des étoiles. En août, il remporte cinq victoires sans encaisser de défaites, période durant laquelle il présente la meilleure moyenne de points mérités de la Ligue américaine, à 2,05. Il est nommé lanceur du mois dans la ligue. 
Il termine la saison avec 15 victoires, une de plus que son meilleur total en carrière établi l'année précédente. Après le départ de Roy Halladay pour Philadelphie deux ans plus tôt et celui de Shaun Marcum pour Milwaukee avant la saison 2011, Romero s'impose comme le pilier de la rotation de partants des Jays. Il mène non seulement les lanceurs de l'équipe pour les victoires mais aussi pour les matchs complets (4) et les blanchissages (2) en plus d'être l'artilleur le plus utilisé avec 225 manches passées au monticule. Sa moyenne de points mérités de seulement 2,92 est la sixième meilleure de la Ligue américaine. Il réduit en 2011 son nombre de mauvais lancers avec 9, plutôt que ses 18 de la saison précédente. Il a cependant la mauvaise habitude d'atteindre régulièrement les frappeurs adverses (14 dans la saison 2011). Romero reçoit quelques votes pour le trophée Cy Young du meilleur lanceur, prenant le 10e rang du scrutin.